# دييغو دوارتي
دييغو دوارتي هو لاعب كرة قدم باراغواياني، ولد في 8 أبريل 2002.